# Liste der Monuments historiques in Litz (Oise)
Die Liste der Monuments historiques in Litz (Oise) führt die Monuments historiques in der französischen Gemeinde Litz auf.

## Liste der Bauwerke
| Bezeichnung                      | Beschreibung              | Standort | Kennzeichnung | Schutzstatus | Datum | Bild           |
| -------------------------------- | ------------------------- | -------- | ------------- | ------------ | ----- | -------------- |
| Kirche St-Lucien                 | Erbaut im 13. Jahrhundert | (Lage)   | PA60000048    | Inscrit      | 2002  | weitere Bilder |
| Ehemaliges Priorat von Wariville | Erbaut im 18. Jahrhundert | (Lage)   | PA60000065    | Inscrit      | 2006  | weitere Bilder |

## Liste der Objekte
- Monuments historiques (Objekte) in Litz (Oise) in der Base Palissy des französischen Kultusministeriums